# Temporada 1992 del Campeonato de España de Rally de Tierra
La temporada 1992 fue la 10.º edición del Campeonato de España de Rally de Tierra. Comenzó el 26 de marzo en el Rally RACE-Mijas y terminó el 14 de noviembre en el Rally de Tierra de Madrid.

## Calendario
El calendario estaba compuesto de ocho pruebas.
| N.º | Fecha           | Prueba                                     | Notas |
| --- | --------------- | ------------------------------------------ | ----- |
| 1   | 26 de marzo     | 1.º Rally RACE-Mijas                       |       |
| 2   | 30 de mayo      | 17.º Rally Ara Lleida 1                    |       |
| 3   | 31 de mayo      | 18.º Rally Ara Lleida 2                    |       |
| 4   | 27 de junio     | 3.º Rally de Tierra de Santander-Cantabria |       |
| 5   | 5 de septiembre | 3.º Rally de Tierra de Córdoba             |       |
| 6   | 24 de octubre   | 7º. Rally de Tierra de Lugo 1              |       |
| 7   | 25 de octubre   | 8.º Rally de Tierra de Lugo 2              |       |
| 8   | 14 de noviembre | 5.º Rally de Tierra de Madrid              |       |

## Equipos
| Equipo              | Vehículo                   | Piloto               | Copiloto           | Rondas            |
| Equipos oficiales   | Equipos oficiales          | Equipos oficiales    | Equipos oficiales  | Equipos oficiales |
| ------------------- | -------------------------- | -------------------- | ------------------ | ----------------- |
| Ford España         | Ford Escort RS Cosworth    | Josep María Bardolet | Josep Autet        | 1-8               |
| Citroën Hispania    | Citroën AX 4x4 Proto Turbo | Guillermo Barreras   | José Ramón Mínguez | 1-8               |
| Citroën Hispania    | Citroën AX 4x4             | Enric Burrull        | Joan Josep Martín  | 1-8               |
| Equipos privados    |                            |                      |                    |                   |
|                     | Lancia Delta HF Integrale  | Gustavo Trelles      | Alex Romaní        | 1-8               |
|                     | Volkswagen Golf II GTi 16V | Manuel Muniente      | Francisco Muniente | 1-8               |
| Marlboro Rally Team | Lancia Delta HF Integrale  | Pedro Diego          | Iciar Muguerza     | 1-8               |
|                     | Citroën AX 4x4 Proto Turbo | Antonio Zanini       | Juan A. Díaz       | 2-7               |

## Clasificación

### Campeonato de pilotos
| Pos. | Piloto               | 1   | 2   | 3  | 4   | 5   | 6   | 7   | 8   | Puntos |
| ---- | -------------------- | --- | --- | -- | --- | --- | --- | --- | --- | ------ |
| 1    | Gustavo Trelles      | Ret | 2   | 1  | 1   | 1   | Ret | 1   | 3   | 153    |
| 2    | Josep María Bardolet | 1   | 1   | 2  | 4   | 2   | Ret | 2   | 2   | 139    |
| 3    | Guillermo Barreras   | 3   | 3   | 3  | Ret | Ret | 1   | Ret | 1   | 124    |
| 4    | Manuel Muniente      | 5   | 6   | 9  | 6   | 4   | 6   | 7   | Ret | 96     |
| 5    | Pedro Diego          | Ret | 4   | 4  | 3   | Ret | Ret | 3   | 4   | 88     |
| 6    | Enric Burrull        | 4   | 5   | 7  | Ret | 3   | 4   | Ret | 5   | 76     |
| 7    | Josep Alsina         |     | 10  | 11 | 10  | 5   | 10  | 11  |     | 67     |
| 9    | Julián Vera          | 6   | Ret | 12 |     | 9   |     | 14  | 9   | 53     |
| 10   | Borja Moratal        | 2   | Ret | 8  |     |     | 5   | 6   |     | 46     |
| 13   | Antonio Zanini       |     | Ret | 6  | Ret | Ret | 2   | 5   |     |        |

### Copilotos
| Pos. | Copiloto           | Puntos |
| ---- | ------------------ | ------ |
| 1.   | Alex Romaní        | 153    |
| 2.   | Josep Autet        | 139    |
| 3.   | José Ramón Mínguez | 124    |
| 4.   | Francisco Muniente | 96     |
| 5.   | Iciar Muguerza     | 88     |
| 6.   | Joan Josep Martín  | 76     |
| 7.   | Enric Poyano       | 67     |
| 8.   | Juan A. Díaz       | 43     |
| 9.   | José E. López      | 43     |

### Marcas
| Pos. | Marca          | Puntos |
| ---- | -------------- | ------ |
| 1.   | Citroën        | 347    |
| 2.   | Ford           | 230    |
| 3.   | SEAT           | 146    |
| 4.   | Renault        | 132    |
| 5.   | General Motors | 106    |

### 2RM
| Pos. | Piloto            | Puntos |
| ---- | ----------------- | ------ |
| 1.   | Manuel Muniente   | 60     |
| 2.   | José Alsina       | 50     |
| 3.   | Julián Vera       | 42     |
| 4.   | Francisco Albiñan | 34     |
| 5.   | Luis García       | 32     |